# Luperus excavatus
Luperus excavatus es una especie de insecto coleóptero de la familia Chrysomelidae. Fue descrita en 1894 por Martin Jacoby.

## Distribución geográfica
Habita en las islas Tanimbar (Indonesia).